# Incisivosaurus
Incisivosaurus ist eine Gattung theropoder Dinosaurier aus der Gruppe der Oviraptorosauria aus der Unterkreide Chinas. Die einzige Art Incisivosaurus gauthieri wurde im Jahr 2002 erstbeschrieben. Incisivosaurus war ein kleiner, zweibeinig laufender Theropode, der sich besonders durch die namensgebenden, stark verlängerten Schneidezähne (Incisivi) auszeichnet, die an jene der Hasenartigen (Lagomorpha) oder der Nagetiere (Rodentia) erinnern. Möglicherweise handelte es sich um einen Pflanzenfresser oder einen Allesfresser.

## Fund und Namensgebung
Incisivosaurus ist durch einen nahezu vollständigen Schädel und einen teilweisen Halswirbel bekannt (Holotyp, Katalognummer IVPP V13326), die in etwa 128 Millionen Jahre alten Sedimenten (Barremium) der Yixian-Formation entdeckt wurden, einer fossilreichen Schichtfolge der Jehol-Gruppe. Der Fundort liegt nahe der Stadt Beipiao in der chinesischen Provinz Liaoning. Der Gattungsname Incisivosaurus leitet sich aus dem lateinischen incisus („schneiden“) und dem griechischen σαῦρος (sauros – „Echse“) ab; der Artname gauthieri ehrt den Paläontologen Jacques Gauthier, einem Pionier der phylogenetischen Systematik.

## Merkmale und Systematik
Incisivosaurus erreichte weniger als einen Meter Länge und war vermutlich wie die meisten Maniraptora gefiedert. In ihrer Erstbeschreibung merken Xu et al. an, dass diese Gattung ein sehr basaler Oviraptorosauria und somit primitiver als Caudipteryx oder die Oviraptoridae war. Der etwa 10 cm lange Schädel zeigt die ausgeprägteste Bezahnung aller Oviraptorosauria – viele andere Oviraptorosauria besaßen gar keine Zähne. Eine weitere Studie von Osmólska et al. aus dem Jahr 2004 zeigt weitere Unterscheidungsmerkmale (Autapomorphien) auf, wie die lange Schnauze, die etwa die Hälfte der Schädellänge ausmachte, den dünnen Unterkiefer, der ein langes Schädelfenster zeigte, und die langen, abgeflachten Schneidezähne, die aus dem Zwischenkieferbein (Prämaxillare) am vorderen Ende des Oberkiefers entsprangen. Andere Merkmale waren jedoch für Oviraptorosauria typisch und erlauben eine Einordnung innerhalb dieser Gruppe; einige Schädelmerkmale zeigen gar eine Verwandtschaft mit den Therizinosauroidea, einer mit den Oviraptorosauria verwandten Gruppe, die sich evtl. ebenfalls herbivor ernährte. Möglicherweise ist Incisivosaurus mit Protarchaeopteryx identisch, einem anderen basalen Oviraptorosauria.

## In der Populärkultur
Incisivosaurus taucht im dritten Teil der sechsteiligen Fernsehserie Prehistoric Park – Aussterben war gestern auf; in dem Film benutzt das Tier bunte Flügelfedern zur Zurschaustellung.